# AFC Cup 2015
De AFC Cup 2015 was de 12e editie van de AFC Cup, een jaarlijks voetbaltoernooi voor clubs uit Azië, georganiseerd door de Aziatische voetbalbond. Al-Qadsia uit Kuweit was de titelverdediger, maar werd in de halve finale uitgeschakeld omdat hun nationale voetbalbond was geschorst door de FIFA. Hun tegenstander Johor Darul Ta'zim uit Maleisië plaatste zich hierdoor automatisch voor de finale, waarin ze het Tadzjiekse Istiklol met 1-0 versloegen.

## Algemene info

### Deelnemers per land
In totaal nemen 41 teams uit 23 landen deel aan de AFC Cup. Een ranglijst die dit jaar is geïntroduceerd, bepaalt hoeveel teams er uit elk land mee mogen doen. Alle landen waarvan geen enkel team zich plaatste voor de groepsfase van de Champions League mogen teams afvaardigen. Het is de eerste keer dat teams uit 'ontwikkelingslanden' (op voetbalgebied) mee mogen doen. Voorheen deden teams uit die landen mee aan de AFC President's Cup, maar dit toernooi is opgegeven.
De (twaalf) landen die teams in de groepsfase van de Champions League hebben, werden niet meegeteld in de ranglijst. De plaatsen werden verdeeld op de volgende manier:
- Van de top-12 kwalificeren zich twee teams.
- Van de nummers 13 tot en met 20 kwalificeren zich twee teams.
- Van de nummers 21 en lager kwalificeert zich één team.

Van de top-12 kwalificeerde het beste team zich voor de kwalificaties van de AFC Champions League. Indien dit team zich zou plaatsen voor de Champions League, dan zouden ze vervangen worden door een ander team uit hetzelfde land.
De top-26 van de ranglijst was als volgt:
| Nr. | Land                         | Punten | Teams |
| --- | ---------------------------- | ------ | ----- |
| –   | Rep. Korea                   | 94,866 | CL    |
| –   | Saudi-Arabië                 | 88,268 | CL    |
| –   | Iran                         | 80,794 | CL    |
| –   | Japan                        | 77,107 | CL    |
| –   | Oezbekistan                  | 62,272 | CL    |
| –   | Australië                    | 59,940 | CL    |
| –   | Verenigde Arabische Emiraten | 57,792 | CL    |
| –   | China                        | 57,660 | CL    |
| –   | Qatar                        | 56,103 | CL    |
| –   | Irak                         | 47,106 | 2     |
| 1   | Kuweit                       | 45,423 | 2     |
| 2   | Jordanië                     | 44,309 | 2     |
| –   | Thailand                     | 33,049 | CL    |
| 3   | Oman                         | 30,586 | 2     |
| –   | Vietnam                      | 27,753 | CL    |
| 4   | Bahrein                      | 25,547 | 2     |
| 5   | Libanon                      | 25,043 | 2     |
| 6   | Indonesië                    | 25,004 | 2     |
| 7   | Syrië                        | 22,883 | 2     |
| 8   | Hongkong                     | 20,077 | 2     |
| 9   | Myanmar                      | 18,949 | 2     |
| 10  | Maleisië                     | 18,153 | 2     |
| 11  | India                        | 16,756 | 2     |
| 12  | Singapore                    | 16,097 | 2     |
| 13  | Palestina                    | 15,911 | 2     |
| 14  | Maldiven                     | 15,884 | 2     |
| 15  | Filipijnen                   | 12,268 | 2     |
| 16  | Tadzjikistan                 | 11,761 | 2     |
| 17  | Afghanistan                  | 11,464 | geen  |
| 18  | Turkmenistan                 | 10,554 | 2     |
| 19  | D.V.R. Korea                 | 9,000  | geen  |
| 20  | Kirgizië                     | 8,761  | 1     |
| 21  | Laos                         | 7,554  | 1     |
| 22  | Guam                         | 5,946  | geen  |
| 23  | Jemen                        | 5,249  | 1     |
| 24  | Sri Lanka                    | 4,071  | geen  |
| 25  | Bangladesh                   | 3,643  | 1     |
| 26  | Nepal                        | 3,268  | 1     |

- Irak had eigenlijk geen teams mogen inschrijven, want ze stonden hoog genoeg om een team in de groepsfase van de Champions League te krijgen. Omdat de Iraakse teams hier echter geen licentie voor kregen, werd aan Irak dispensatie verleend om hun teams mee te kunnen laten doen aan de AFC Cup. Hierdoor moest een team uit Turkmenistan worden teruggezet naar de kwalificaties.
- Laos schreef slechts één deelnemer in.
- Twaalf landen (Afghanistan, D.V.R. Korea, Guam, Sri Lanka en alle landen vanaf plek 27) schreven geen deelnemer in. Hierdoor werden teams uit Myanmar, Maleisië, India en Singapore automatisch doorgeschoven naar de groepsfase.

### Data
Het schema voor de kwalificaties werd bepaald op basis van de stand op de AFC-Ranglijst. De loting voor de groepsfase en de achtste finales vond plaats in het Petaling Jaya Hilton Hotel in Kuala Lumpur, Malesië. De loting voor de kwartfinales, halve finales en de finale vond plaats in het Grand Millennium Hotel, eveneens in Kuala Lumpur.
| Fase          | Ronde           | Datum loting     | Heenwedstrijd           | Terugwedstrijd          |
| ------------- | --------------- | ---------------- | ----------------------- | ----------------------- |
| Kwalificaties | Voorronde       | geen loting      | 9 en 10 februari 2014   | 9 en 10 februari 2014   |
| Kwalificaties | Play-offronde   | geen loting      | 17 februari 2015        | 17 februari 2015        |
| Groepsfase    | Wedstrijddag 1  | 11 december 2014 | 24 en 25 februari 2015  | 24 en 25 februari 2015  |
| Groepsfase    | Wedstrijddag 2  | 11 december 2014 | 10 en 11 maart 2015     | 10 en 11 maart 2015     |
| Groepsfase    | Wedstrijddag 3  | 11 december 2014 | 17 en 18 maart 2015     | 17 en 18 maart 2015     |
| Groepsfase    | Wedstrijddag 4  | 11 december 2014 | 14 en 15 april 2015     | 14 en 15 april 2015     |
| Groepsfase    | Wedstrijddag 5  | 11 december 2014 | 28 en 29 april 2015     | 28 en 29 april 2015     |
| Groepsfase    | Wedstrijddag 6  | 11 december 2014 | 12 en 13 mei 2015       | 12 en 13 mei 2015       |
| Knock-outfase | Achtste finales | 11 december 2014 | 26 en 27 mei 2015       | 26 en 27 mei 2015       |
| Knock-outfase | Kwartfinales    | 18 juni 2015     | 25 en 26 augustus 2015  | 15 en 16 september 2015 |
| Knock-outfase | Halve finales   | 18 juni 2015     | 29 en 30 september 2015 | 20 en 21 oktober 2015   |
| Knock-outfase | Finale          | 18 juni 2015     | 31 oktober 2015         | 31 oktober 2015         |

## Teams
Onderstaande tabel geeft alle deelnemers aan deze editie weer, toont in welke ronde de club van start ging en op welke manier ze zich hebben geplaatst.
- Clubs met een asterisk (*) achter de manier van plaatsing, namen deel aan de kwalificaties voor de AFC Champions League.

### Oost-Azië
| Hoofdtoernooi (15+1)  | Hoofdtoernooi (15+1) | Hoofdtoernooi (15+1) | Hoofdtoernooi (15+1)               |
| --------------------- | -------------------- | -------------------- | ---------------------------------- |
| Persib Bandung        | Kampioen (*)         | Bengaluru FC         | Kampioen (*)                       |
| Persipura Jayapura    | Nummer 2             | East Bengal FC       | Nummer 2                           |
| Kitchee SC            | Kampioen (*)         | Warriors FC          | Kampioen (*)                       |
| South China AA        | Winnaar play-offs    | Balestier Khalsa FC  | Bekerwinnaar                       |
| Yadanarbon FC         | Kampioen (*)         | New Radiant SC       | Kampioen                           |
| Ayeyawady United FC   | Bekerwinnaar         | Global FC            | Kampioen                           |
| Johor Darul Ta'zim FC | Kampioen (*)         | Lao Toyota FC        | Nummer 2                           |
| Pahang FA             | Bekerwinnaar         |                      |                                    |
| Play-offronde (2)     |                      |                      |                                    |
| Maziya S&RC           | Bekerwinnaar         | Ceres FC             | Winnaar National Club Championship |

### West-Azië
| Hoofdtoernooi (12+4) | Hoofdtoernooi (12+4)        | Hoofdtoernooi (12+4)    | Hoofdtoernooi (12+4)                       |
| -------------------- | --------------------------- | ----------------------- | ------------------------------------------ |
| Al-Shorta SC         | Kampioen                    | Al-Nahda Club           | Kampioen (*)                               |
| Erbil SC             | Nummer 2                    | Al-Riffa SC             | Kampioen (*)                               |
| Al-Qadsia SC         | Kampioen (*)                | Al-Nejmeh SC            | Kampioen                                   |
| Al-Kuwait SC         | Bekerwinnaar                | Al-Wahda SC             | Kampioen                                   |
| Al-Wehdat SC         | Kampioen + Bekerwinnaar (*) | Taraji Wadi Al-Nes      | Kampioen Westelijke Jordaanoever           |
| Al-Jazeera Club      | Nummer 3                    | FC Istiklol             | Kampioen + Bekerwinnaar                    |
| Play-offronde (4+4)  |                             |                         |                                            |
| Fanja SC             | Bekerwinnaar                | Salam Zgharta           | Bekerwinnaar                               |
| Al-Hidd SCC          | Nummer 3                    | Al-Jaish SC             | Bekerwinnaar                               |
| Voorronde (8)        |                             |                         |                                            |
| Hilal Al-Quds Club   | Bekerwinnaar                | FC Dordoi               | Kampioen                                   |
| Khayr Vahdat FK      | Nummer 2                    | Al-Saqr SC              | Kampioen                                   |
| Altyn Asyr FK        | Kampioen                    | Sheikh Russel KC        | Winnaar voorronde AFC President's Cup 2014 |
| Ahal FK              | Bekerwinnaar                | Manang Marshyangdi Club | Winnaar voorronde AFC President's Cup 2014 |

## Kwalificaties

### Wedstrijdschema
West-Azië
|  | Voorronde        | Voorronde        | Voorronde |  |  | Play-offronde   | Play-offronde   | Play-offronde |
|  |                  |                  |           |  |  |                 |                 |               |
|  |                  |                  |           |  |  |                 |                 |               |
|  |                  |                  |           |  |  | Salam Zgharta   | Salam Zgharta   | 3             |
|  | Khayr Vahdat FK  | Khayr Vahdat FK  | 1         |  |  | Khayr Vahdat FK | Khayr Vahdat FK | 0             |
|  | Sheikh Russel KC | Sheikh Russel KC | 0         |  |  |                 |                 |               |
|  |                  |                  |           |  |  |                 |                 |               |
|  |                  |                  |           |  |  |                 |                 |               |
|  |                  |                  |           |  |  |                 |                 |               |

|  | Voorronde     | Voorronde     | Voorronde |  |  | Play-offronde | Play-offronde | Play-offronde |
|  |               |               |           |  |  |               |               |               |
|  |               |               |           |  |  |               |               |               |
|  |               |               |           |  |  | Al-Hidd SCC   | Al-Hidd SCC   | 2             |
|  | Altyn Asyr FK | Altyn Asyr FK | 0         |  |  | Al-Saqr SC    | Al-Saqr SC    | 1             |
|  | Al-Saqr SC    | Al-Saqr SC    | 1         |  |  |               |               |               |
|  |               |               |           |  |  |               |               |               |
|  |               |               |           |  |  |               |               |               |
|  |               |               |           |  |  |               |               |               |

|  | Voorronde | Voorronde | Voorronde |  |  | Play-offronde | Play-offronde | Play-offronde |
|  |           |           |           |  |  |               |               |               |
|  |           |           |           |  |  |               |               |               |
|  |           |           |           |  |  | Fanja SC      | Fanja SC      | 2             |
|  | Ahal FK   | Ahal FK   | 1         |  |  | Ahal FK       | Ahal FK       | 3             |
|  | FC Dordoi | FC Dordoi | 0         |  |  |               |               |               |
|  |           |           |           |  |  |               |               |               |
|  |           |           |           |  |  |               |               |               |
|  |           |           |           |  |  |               |               |               |

|  | Voorronde          | Voorronde          | Voorronde |  |  | Play-offronde      | Play-offronde      | Play-offronde |
|  |                    |                    |           |  |  |                    |                    |               |
|  |                    |                    |           |  |  |                    |                    |               |
|  |                    |                    |           |  |  | Al-Jaish SC (n.s.) | Al-Jaish SC (n.s.) | 0 (5)         |
|  | Hilal Al-Quds Club | Hilal Al-Quds Club | W/o       |  |  | Hilal Al-Quds Club | Hilal Al-Quds Club | 0 (4)         |
|  | Manang Marshyangdi |                    |           |  |  |                    |                    |               |
|  |                    |                    |           |  |  |                    |                    |               |
|  |                    |                    |           |  |  |                    |                    |               |
|  |                    |                    |           |  |  |                    |                    |               |

Oost-Azië
|  | Voorronde | Voorronde | Voorronde |  |  | Play-offronde | Play-offronde | Play-offronde |
|  |           |           |           |  |  |               |               |               |
|  |           |           |           |  |  |               |               |               |
|  |           |           |           |  |  | Maziya S&RC   | Maziya S&RC   | 1             |
|  |           |           |           |  |  | Ceres FC      | Ceres FC      | 0             |
|  |           |           |           |  |  |               |               |               |
|  |           |           |           |  |  |               |               |               |
|  |           |           |           |  |  |               |               |               |
|  |           |           |           |  |  |               |               |               |

### Voorronde
In de voorronde speelden acht teams (allemaal uit West-Azië) voor vier plaatsen in de tweede voorronde. Omdat Manang Marshyangdi Club zich terugtrok werden er echter maar drie wedstrijden gespeeld. De wedstrijden werden gespeeld op 9 en 10 februari.
- Hilal Al-Quds Club plaatste zich automatisch voor de play-offronde, nadat hun tegenstander Manang Marshyangdi Club zich terugtrok.[9]

| Thuisploeg      | Score | Uitploeg         |
| --------------- | ----- | ---------------- |
| Ahal FK         | 1 - 0 | FC Dordoi        |
| Khayr Vahdat FK | 1 - 0 | Sheikh Russel KC |
| Altyn Asyr FK   | 0 - 1 | Al-Saqr SC       |

### Play-offronde
In de play-offronde speelden de (vier) winnaars van de tweede voorronde plus zes teams die in deze ronde instroomden voor vijf plaatsen in de groepsfase. De wedstrijden werden gespeeld op 17 februari.
| Thuisploeg    | Score                   | Uitploeg           |
| ------------- | ----------------------- | ------------------ |
| Salam Zgharta | 3 - 0                   | Khayr Vahdat FK    |
| Al-Hidd SCC   | 2 - 1                   | Al-Saqr SC         |
| Fanja SC      | 2 - 3                   | Ahal FK            |
| Al-Jaish SC   | 0 - 0 n.v. (5 - 4 n.s.) | Hilal Al-Quds Club |
| Maziya S&RC   | 1 - 0                   | Ceres FC           |

## Groepsfase
In de groepsfase spelen de vijf winnaars van de eerste ronde plus 27 direct geplaatste clubs in acht groepen van vier clubs een minicompetitie. De groepswinnaars en de nummers twee kwalificeerden zich voor de achtste finale. De wedstrijden worden tussen 24 februari en 13 mei gespeeld. De West-Aziatische teams spelen in Groep A tot en met D en de Oost-Aziatische teams in Groep E tot en met H.
Indien meerdere clubs gelijk eindigen, wordt er gekeken naar het onderlinge resultaat (eerst kijkt men naar de onderling behaalde punten en dan naar het onderlinge doelsaldo, gemaakte doelpunten en gemaakte uitdoelpunten). Is er dan nog een gelijke stand, dan zijn het doelsaldo en de gemaakte doelpunten in alle wedstrijden het volgende criterium. Levert dit geen beslissing op en spelen de gelijke clubs tegen elkaar, dan worden er strafschoppen genomen. Spelen de gelijke clubs niet tegen elkaar, dan kijkt men naar het fair-playklassement Staan er nu nog steeds clubs gelijk, dan wordt de club uit het beste land (volgens de AFC-ranglijst) hoger geplaatst.

### Groep A
| Datum   | Team          | Score | Team          |
| ------- | ------------- | ----- | ------------- |
| 24 feb. | Al-Wahda      | 1 - 2 | Al-Nahda      |
| 24 feb. | Al-Wehdat     | 5 - 1 | Salam Zgharta |
| 10 mrt. | Salam Zgharta | 0 - 2 | Al-Wahda      |
| 10 mrt. | Al-Nahda      | 0 - 3 | Al-Wehdat     |
| 17 mrt. | Salam Zgharta | 2 - 1 | Al-Nahda      |
| 17 mrt. | Al-Wehdat     | 0 - 1 | Al-Wahda      |
| 14 apr. | Al-Nahda      | 4 - 1 | Salam Zgharta |
| 15 apr. | Al-Wahda      | 1 - 1 | Al-Wehdat     |
| 28 apr. | Salam Zgharta | 0 - 3 | Al-Wehdat     |
| 28 apr. | Al-Nahda      | 0 - 0 | Al-Wahda      |
| 12 mei  | Al-Wehdat     | 4 - 0 | Al-Nahda      |
| 12 mei  | Al-Wahda      | 3 - 1 | Salam Zgharta |

| Nr. | Club          | Wedstrijden | Wedstrijden | Wedstrijden | Wedstrijden | Doelpunten | Doelpunten | Doelpunten | Punten |
| --- | ------------- | ----------- | ----------- | ----------- | ----------- | ---------- | ---------- | ---------- | ------ |
| Nr. | Club          | G           | W           | G           | V           | V          | T          | Saldo      | Punten |
| 1   | Al-Wehdat SC  | 6           | 4           | 1           | 1           | 16         | 3          | +13        | 13     |
| 2   | Al-Wahda SC   | 6           | 3           | 2           | 1           | 8          | 4          | +4         | 11     |
| 3   | Al-Nahda Club | 6           | 2           | 1           | 2           | 7          | 11         | –4         | 7      |
| 4   | Salam Zgharta | 6           | 1           | 0           | 5           | 5          | 18         | –13        | 3      |

### Groep B
| Datum   | Team       | Score | Team       |
| ------- | ---------- | ----- | ---------- |
| 24 feb. | Taraji     | 1 - 1 | Al-Jazeera |
| 24 feb. | Al-Shorta  | 2 - 2 | Al-Hidd    |
| 10 mrt. | Al-Jazeera | 1 - 1 | Al-Shorta  |
| 10 mrt. | Al-Hidd    | 1 - 1 | Taraji     |
| 17 mrt. | Al-Shorta  | 6 - 2 | Taraji     |
| 17 mrt. | Al-Hidd    | 1 - 1 | Al-Jazeera |
| 14 apr. | Taraji     | 1 - 0 | Al-Shorta  |
| 14 apr. | Al-Jazeera | 1 - 0 | Al-Hidd    |
| 28 apr. | Al-Jazeera | 2 - 0 | Taraji     |
| 28 apr. | Al-Hidd    | 1 - 1 | Al-Shorta  |
| 12 mei  | Al-Shorta  | 4 - 0 | Al-Jazeera |
| 12 mei  | Taraji     | 1 - 1 | Al-Hidd    |

| Nr. | Club               | Wedstrijden | Wedstrijden | Wedstrijden | Wedstrijden | Doelpunten | Doelpunten | Doelpunten | Punten |
| --- | ------------------ | ----------- | ----------- | ----------- | ----------- | ---------- | ---------- | ---------- | ------ |
| Nr. | Club               | G           | W           | G           | V           | V          | T          | Saldo      | Punten |
| 1   | Al-Shorta SC       | 6           | 2           | 3           | 1           | 14         | 7          | +7         | 9      |
| 2   | Al-Jazeera Club    | 6           | 2           | 3           | 1           | 6          | 7          | –1         | 9      |
| 3   | Taraji Wadi Al-Nes | 6           | 1           | 3           | 2           | 6          | 11         | –5         | 6      |
| 4   | Al-Hidd SCC        | 6           | 0           | 5           | 1           | 6          | 7          | –1         | 5      |

### Groep C
| Datum   | Team      | Score | Team      |
| ------- | --------- | ----- | --------- |
| 25 feb. | Istiklol  | 1 - 3 | Erbil     |
| 25 feb. | Al-Qadsia | 2 - 0 | Ahal      |
| 11 mrt. | Ahal      | 1 - 2 | Istiklol  |
| 11 mrt. | Erbil     | 0 - 1 | Al-Qadsia |
| 18 mrt. | Ahal      | 2 - 1 | Erbil     |
| 18 mrt. | Al-Qadsia | 2 - 2 | Istiklol  |
| 15 apr. | Istiklol  | 2 - 0 | Al-Qadsia |
| 15 apr. | Erbil     | 2 - 3 | Ahal      |
| 29 apr. | Ahal      | 0 - 1 | Al-Qadsia |
| 29 apr. | Erbil     | 0 - 0 | Istiklol  |
| 13 mei  | Al-Qadsia | 1 - 2 | Erbil     |
| 13 mei  | Istiklol  | 5 - 2 | Ahal      |

| Nr. | Club         | Wedstrijden | Wedstrijden | Wedstrijden | Wedstrijden | Doelpunten | Doelpunten | Doelpunten | Punten |
| --- | ------------ | ----------- | ----------- | ----------- | ----------- | ---------- | ---------- | ---------- | ------ |
| Nr. | Club         | G           | W           | G           | V           | V          | T          | Saldo      | Punten |
| 1   | FC Istiklol  | 6           | 3           | 2           | 1           | 12         | 8          | +4         | 11     |
| 2   | Al-Qadsia SC | 6           | 3           | 1           | 2           | 7          | 6          | +1         | 10     |
| 3   | Erbil SC     | 6           | 2           | 1           | 3           | 8          | 8          | 0          | 7      |
| 4   | Ahal FK      | 6           | 2           | 0           | 4           | 8          | 13         | –5         | 6      |

### Groep D
| Datum   | Team      | Score | Team      |
| ------- | --------- | ----- | --------- |
| 24 feb. | Al-Kuwait | 4 - 1 | Al-Nejmeh |
| 25 feb. | Al-Riffa  | 0 - 1 | Al-Jaish  |
| 11 mrt. | Al-Jaish  | 1 - 0 | Al-Nejmeh |
| 11 mrt. | Al-Kuwait | 2 - 1 | Al-Riffa  |
| 18 mrt. | Al-Jaish  | 0 - 0 | Al-Kuwait |
| 18 mrt. | Al-Riffa  | 2 - 1 | Al-Nejmeh |
| 15 apr. | Al-Nejmeh | 1 - 1 | Al-Riffa  |
| 15 apr. | Al-Kuwait | 0 - 1 | Al-Jaish  |
| 29 apr. | Al-Nejmeh | 1 - 2 | Al-Kuwait |
| 29 apr. | Al-Jaish  | 1 - 1 | Al-Riffa  |
| 13 mei  | Al-Riffa  | 2 - 1 | Al-Kuwait |
| 13 mei  | Al-Nejmeh | 0 - 2 | Al-Jaish  |

| Nr. | Club         | Wedstrijden | Wedstrijden | Wedstrijden | Wedstrijden | Doelpunten | Doelpunten | Doelpunten | Punten |
| --- | ------------ | ----------- | ----------- | ----------- | ----------- | ---------- | ---------- | ---------- | ------ |
| Nr. | Club         | G           | W           | G           | V           | V          | T          | Saldo      | Punten |
| 1   | Al-Jaish SC  | 6           | 5           | 1           | 0           | 6          | 1          | +5         | 14     |
| 2   | Al-Kuwait SC | 6           | 3           | 1           | 2           | 9          | 6          | +3         | 10     |
| 3   | Al-Riffa SC  | 6           | 2           | 2           | 2           | 7          | 7          | 0          | 8      |
| 4   | Al-Nejmeh SC | 6           | 0           | 1           | 5           | 4          | 12         | –8         | 1      |

### Groep E
| Datum   | Team      | Score | Team      |
| ------- | --------- | ----- | --------- |
| 24 feb. | Warriors  | 1 - 3 | Persipura |
| 24 feb. | Bengaluru | 2 - 1 | Maziya    |
| 10 mrt. | Persipura | 3 - 1 | Bengaluru |
| 10 mrt. | Maziya    | 2 - 0 | Warriors  |
| 17 mrt. | Maziya    | 1 - 2 | Persipura |
| 17 mrt. | Bengaluru | 1 - 0 | Warriors  |
| 14 apr. | Persipura | 0 - 0 | Maziya    |
| 14 apr. | Warriors  | 0 - 1 | Bengaluru |
| 28 apr. | Persipura | 6 - 0 | Warriors  |
| 28 apr. | Maziya    | 1 - 2 | Bengaluru |
| 12 mei  | Warriors  | 0 - 2 | Maziya    |
| 12 mei  | Bengaluru | 1 - 3 | Persipura |

| Nr. | Club               | Wedstrijden | Wedstrijden | Wedstrijden | Wedstrijden | Doelpunten | Doelpunten | Doelpunten | Punten |
| --- | ------------------ | ----------- | ----------- | ----------- | ----------- | ---------- | ---------- | ---------- | ------ |
| Nr. | Club               | G           | W           | G           | V           | V          | T          | Saldo      | Punten |
| 1   | Persipura Jayapura | 6           | 5           | 1           | 0           | 17         | 4          | +13        | 16     |
| 2   | Bengaluru FC       | 6           | 4           | 0           | 2           | 8          | 8          | 0          | 12     |
| 3   | Maziya S&RC        | 6           | 2           | 1           | 3           | 7          | 6          | +1         | 7      |
| 4   | Warriors FC        | 6           | 0           | 0           | 6           | 1          | 15         | –14        | 0      |

### Groep F
| Datum   | Team             | Score | Team             |
| ------- | ---------------- | ----- | ---------------- |
| 24 feb. | Kitchee          | 3 - 0 | Balestier Khalsa |
| 24 feb. | Johor D.T.       | 4 - 1 | East Bengal      |
| 10 mrt. | Balestier Khalsa | 0 - 1 | Johor D.T.       |
| 10 mrt. | East Bengal      | 1 - 1 | Kitchee          |
| 17 mrt. | Balestier Khalsa | 2 - 1 | East Bengal      |
| 17 mrt. | Kitchee          | 2 - 0 | Johor D.T.       |
| 14 apr. | East Bengal      | 3 - 0 | Balestier Khalsa |
| 14 apr. | Johor D.T.       | 2 - 0 | Kitchee          |
| 28 apr. | Balestier Khalsa | 1 - 2 | Kitchee          |
| 28 apr. | East Bengal      | 0 - 1 | Johor D.T.       |
| 12 mei  | Kitchee          | 2 - 2 | East Bengal      |
| 12 mei  | Johor D.T.       | 3 - 0 | Balestier Khalsa |

| Nr. | Club                  | Wedstrijden | Wedstrijden | Wedstrijden | Wedstrijden | Doelpunten | Doelpunten | Doelpunten | Punten |
| --- | --------------------- | ----------- | ----------- | ----------- | ----------- | ---------- | ---------- | ---------- | ------ |
| Nr. | Club                  | G           | W           | G           | V           | V          | T          | Saldo      | Punten |
| 1   | Johor Darul Ta'zim FC | 6           | 5           | 0           | 1           | 11         | 3          | +8         | 15     |
| 2   | Kitchee SC            | 6           | 3           | 2           | 1           | 10         | 6          | +4         | 11     |
| 3   | East Bengal FC        | 6           | 1           | 2           | 3           | 8          | 10         | –2         | 5      |
| 4   | Balestier Khalsa FC   | 6           | 1           | 0           | 5           | 3          | 13         | –10        | 3      |

### Groep G
| Datum   | Team        | Score | Team        |
| ------- | ----------- | ----- | ----------- |
| 25 feb. | Yadanarbon  | 2 - 3 | Pahang      |
| 25 feb. | Global      | 1 - 6 | South China |
| 11 mrt. | South China | 3 - 1 | Yadanarbon  |
| 11 mrt. | Pahang      | 0 - 0 | Global      |
| 18 mrt. | Yadanarbon  | 2 - 0 | Global      |
| 18 mrt. | Pahang      | 0 - 1 | South China |
| 15 apr. | South China | 3 - 1 | Pahang      |
| 15 apr. | Global      | 4 - 1 | Yadanarbon  |
| 29 apr. | South China | 3 - 0 | Global      |
| 29 apr. | Pahang      | 7 - 4 | Yadanarbon  |
| 13 mei  | Global      | 0 - 0 | Pahang      |
| 13 mei  | Yadanarbon  | 0 - 3 | South China |

| Nr. | Club           | Wedstrijden | Wedstrijden | Wedstrijden | Wedstrijden | Doelpunten | Doelpunten | Doelpunten | Punten |
| --- | -------------- | ----------- | ----------- | ----------- | ----------- | ---------- | ---------- | ---------- | ------ |
| Nr. | Club           | G           | W           | G           | V           | V          | T          | Saldo      | Punten |
| 1   | South China AA | 6           | 6           | 0           | 0           | 19         | 3          | +16        | 18     |
| 2   | Pahang FA      | 5           | 2           | 2           | 2           | 11         | 10         | +1         | 8      |
| 3   | Global FC      | 6           | 1           | 2           | 4           | 5          | 12         | –7         | 5      |
| 4   | Yadanarbon FC  | 6           | 1           | 0           | 5           | 10         | 20         | –10        | 3      |

### Groep H
| Datum   | Team        | Score | Team        |
| ------- | ----------- | ----- | ----------- |
| 25 feb. | Persib      | 4 - 1 | New Radiant |
| 25 feb. | Lao Toyota  | 2 - 2 | Ayeyawady   |
| 11 mrt. | Ayeyawady   | 1 - 1 | Persib      |
| 11 mrt. | New Radiant | 2 - 1 | Lao Toyota  |
| 18 mrt. | Persib      | 1 - 0 | Lao Toyota  |
| 18 mrt. | New Radiant | 0 - 3 | Ayeyawady   |
| 15 apr. | Ayeyawady   | 0 - 0 | New Radiant |
| 15 apr. | Lao Toyota  | 0 - 0 | Persib      |
| 29 apr. | Ayeyawady   | 4 - 3 | Lao Toyota  |
| 29 apr. | New Radiant | 0 - 1 | Persib      |
| 13 mei  | Persib      | 3 - 3 | Ayeyawady   |
| 13 mei  | Lao Toyota  | 1 - 1 | New Radiant |

| Nr. | Club                | Wedstrijden | Wedstrijden | Wedstrijden | Wedstrijden | Doelpunten | Doelpunten | Doelpunten | Punten |
| --- | ------------------- | ----------- | ----------- | ----------- | ----------- | ---------- | ---------- | ---------- | ------ |
| Nr. | Club                | G           | W           | G           | V           | V          | T          | Saldo      | Punten |
| 1   | Persib Bandung      | 6           | 3           | 3           | 0           | 10         | 5          | +5         | 12     |
| 2   | Ayeyawady United FC | 6           | 2           | 4           | 0           | 13         | 9          | +4         | 10     |
| 3   | New Radiant SC      | 6           | 1           | 2           | 3           | 4          | 10         | –6         | 5      |
| 4   | Lao Toyota FC       | 6           | 0           | 3           | 3           | 7          | 10         | –3         | 3      |

## Knock-outfase
De zestien geplaatste ploegen speelden in de knock-outfase om de titel. In de achtste finales werden teams uit Groep A-D (het westen) en teams uit Groep E-H (het oosten) uit elkaar gehouden. Later in het toernooi konden westelijke en oostelijke teams elkaar wel tegen elkaar loten.
Tijdens de loting voor de achtste finales konden teams uit dezelfde groep elkaar niet treffen: elke groepswinnaar speelde tegen een nummer twee uit een andere groep. Deze wedstrijd werd over één duel gespeeld, waarin de groepswinnaar thuisvoordeel had. In de loting voor de kwartfinales konden teams uit hetzelfde land elkaar nog steeds niet treffen. Teams die bij elkaar in de groep zaten konden echter wel tegen elkaar spelen. Voor de halve finales konden alle teams elkaar treffen. Deze twee rondes werden over twee duels gespeeld. De finale werd dan weer over één duel gespeeld. Direct na de loting van de kwart- en halve finales werd er bepaald welk team de finale thuis mocht spelen.
De winnaar van de kwart- en de halve finales was de ploeg die over twee wedstrijden het meeste doelpunten had gemaakt. Als beide teams evenveel doelpunten hadden gemaakt, dan ging de uitdoelpuntenregel in werking. Eindigden beide wedstrijden in dezelfde uitslag, dan volgde er een verlenging. Als de ploegen daarin allebei even vaak scoorden (de uitdoelpuntenregel telde in de verlenging niet meer), dan werden er strafschoppen genomen. Indien een wedstrijd in de achtste finales of de finale gelijk eindigde, dan volgde er eveneens een verlenging. Was de stand na verlenging nog gelijk, dan werden er strafschoppen genomen.

### Wedstrijdschema
|  | Achtste finales    | Achtste finales    |   |                    | Kwartfinales | Kwartfinales | Kwartfinales | Kwartfinales |  |           | Halve finales | Halve finales | Halve finales | Halve finales |          |   | Finale | Finale |
|  |                    |                    |   |                    |              |              |              |              |  |           |               |               |               |               |          |   |        |        |
|  | Al-Shorta          | 0                  |   |                    |              |              |              |              |  |           |               |               |               |               |          |   |        |        |
|  | Al-Kuwait          | 2                  |   |                    |              |              |              |              |  |           |               |               |               |               |          |   |        |        |
|  | Al-Kuwait          | 2                  |   | Al-Kuwait          | 6            | 1            | 7            |              |  |           |               |               |               |               |          |   |        |        |
|  |                    |                    |   | Al-Kuwait          | 6            | 1            | 7            |              |  |           |               |               |               |               |          |   |        |        |
|  |                    | Kitchee            | 0 | 1                  | 1            |              |              |              |  |           |               |               |               |               |          |   |        |        |
|  | Persib Bandung     | Kitchee            | 0 | 1                  | 1            | 0            |              |              |  |           |               |               |               |               |          |   |        |        |
|  | Persib Bandung     |                    |   |                    |              | 0            |              |              |  |           |               |               |               |               |          |   |        |        |
|  | Kitchee            | 2                  |   |                    |              |              |              |              |  |           |               |               |               |               |          |   |        |        |
|  | Kitchee            | 2                  |   |                    |              |              |              |              |  | Al-Kuwait | 4             | –             |               |               |          |   |        |        |
|  |                    |                    |   |                    |              |              |              |              |  | Al-Kuwait | 4             | –             |               |               |          |   |        |        |
|  |                    | Istiklol           | 0 | –                  | W/o          |              |              |              |  |           |               |               |               |               |          |   |        |        |
|  | Istiklol (n.s.)    | Istiklol           | 0 | –                  | W/o          | 1 (4)        |              |              |  |           |               |               |               |               |          |   |        |        |
|  | Istiklol (n.s.)    |                    |   |                    |              | 1 (4)        |              |              |  |           |               |               |               |               |          |   |        |        |
|  | Al-Wahda           | 1 (2)              |   |                    |              |              |              |              |  |           |               |               |               |               |          |   |        |        |
|  | Al-Wahda           | 1 (2)              |   | Istiklol           | 4            | 1            | 5            |              |  |           |               |               |               |               |          |   |        |        |
|  |                    |                    |   | Istiklol           | 4            | 1            | 5            |              |  |           |               |               |               |               |          |   |        |        |
|  |                    | Pahang             | 0 | 3                  | 3            |              |              |              |  |           |               |               |               |               |          |   |        |        |
|  | Persipura Jayapura | Pahang             | 0 | 3                  | 3            | 0            |              |              |  |           |               |               |               |               |          |   |        |        |
|  | Persipura Jayapura |                    |   |                    |              | 0            |              |              |  |           |               |               |               |               |          |   |        |        |
|  | Pahang (regl.)     | 3                  |   |                    |              |              |              |              |  |           |               |               |               |               |          |   |        |        |
|  | Pahang (regl.)     | 3                  |   |                    |              |              |              |              |  |           |               |               |               |               | Istiklol | 0 |        |        |
|  |                    |                    |   |                    |              |              |              |              |  |           |               |               |               |               |          | 0 |        |        |
|  |                    | Johor Darul Ta'zim | 1 |                    |              |              |              |              |  |           |               |               |               |               |          |   |        |        |
|  | Al-Wehdat          | Johor Darul Ta'zim | 1 | 0                  |              |              |              |              |  |           |               |               |               |               |          |   |        |        |
|  | Al-Wehdat          |                    |   | 0                  |              |              |              |              |  |           |               |               |               |               |          |   |        |        |
|  | Al-Qadsia          | 1                  |   |                    |              |              |              |              |  |           |               |               |               |               |          |   |        |        |
|  | Al-Qadsia          | 1                  |   | Al-Qadsia          | 3            | 0            | 3            |              |  |           |               |               |               |               |          |   |        |        |
|  |                    |                    |   | Al-Qadsia          | 3            | 0            | 3            |              |  |           |               |               |               |               |          |   |        |        |
|  |                    | Al-Jaish           | 0 | 2                  | 2            |              |              |              |  |           |               |               |               |               |          |   |        |        |
|  | Al-Jaish           | Al-Jaish           | 0 | 2                  | 2            | 1            |              |              |  |           |               |               |               |               |          |   |        |        |
|  | Al-Jaish           |                    |   |                    |              | 1            |              |              |  |           |               |               |               |               |          |   |        |        |
|  | Al-Jazeera         | 0                  |   |                    |              |              |              |              |  |           |               |               |               |               |          |   |        |        |
|  | Al-Jazeera         | 0                  |   |                    |              |              |              |              |  | Al-Qadsia | 3             | –             |               |               |          |   |        |        |
|  |                    |                    |   |                    |              |              |              |              |  | Al-Qadsia | 3             | –             |               |               |          |   |        |        |
|  |                    | Johor Darul Ta'zim | 1 | –                  | W/o          |              |              |              |  |           |               |               |               |               |          |   |        |        |
|  | Johor Darul Ta'zim | Johor Darul Ta'zim | 1 | –                  | W/o          | 5            |              |              |  |           |               |               |               |               |          |   |        |        |
|  | Johor Darul Ta'zim |                    |   |                    |              | 5            |              |              |  |           |               |               |               |               |          |   |        |        |
|  | Ayeyawady United   | 0                  |   |                    |              |              |              |              |  |           |               |               |               |               |          |   |        |        |
|  | Ayeyawady United   | 0                  |   | Johor Darul Ta'zim | 1            | 3            | 4            |              |  |           |               |               |               |               |          |   |        |        |
|  |                    |                    |   | Johor Darul Ta'zim | 1            | 3            | 4            |              |  |           |               |               |               |               |          |   |        |        |
|  |                    | South China        | 1 | 1                  | 2            |              |              |              |  |           |               |               |               |               |          |   |        |        |
|  | South China        | South China        | 1 | 1                  | 2            | 2            |              |              |  |           |               |               |               |               |          |   |        |        |
|  | South China        |                    |   |                    |              | 2            |              |              |  |           |               |               |               |               |          |   |        |        |
|  | Bengaluru          | 0                  |   |                    |              |              |              |              |  |           |               |               |               |               |          |   |        |        |

### Achtste finales
De wedstrijden werden gespeeld op 26 en 27 mei. De wedstrijd tussen Persipura Jayapura en Pahang FA werd door de AFC uitgesteld, omdat drie spelers van Pahang niet het juiste visum hadden. Op 10 juni werd de wedstrijd afgelast en kreeg Pahang een reglementaire zege toegekend.
| Thuisploeg            | Score                   | Uitploeg            |
| --------------------- | ----------------------- | ------------------- |
| South China AA        | 2 - 0                   | Bengaluru FC        |
| FC Istiklol           | 1 - 1 n.v. (4 - 2 n.s.) | Al-Wahda SC         |
| Al-Wehdat SC          | 0 - 1                   | Al-Qadsia SC        |
| Persib Bandung        | 0 - 2                   | Kitchee SC          |
| Johor Darul Ta'zim FC | 5 - 0                   | Ayeyawady United FC |
| Al-Jaish SC           | 1 - 0                   | Al-Jazeera Club     |
| Al-Shorta SC          | 0 - 2                   | Al-Kuwait SC        |
| Persipura Jayapura    | 0 - 3 (regl.)           | Pahang FA           |

### Kwartfinales
De wedstrijden werden gespeeld op 25 en 26 augustus (heen) en op 15 en 16 september (terug).
| Team 1                | Tot.  | Team 2         | 1e wedstr. | 2e wedstr. |
| --------------------- | ----- | -------------- | ---------- | ---------- |
| Johor Darul Ta'zim FC | 4 - 2 | South China AA | 1 - 1      | 3 - 1      |
| Al-Qadsia SC          | 3 - 2 | Al-Jaish SC    | 3 - 0      | 0 - 2      |
| FC Istiklol           | 5 - 3 | Pahang FA      | 4 - 0      | 1 - 3      |
| Al-Kuwait SC          | 7 - 1 | Kitchee SC     | 6 - 0      | 1 - 1      |

### Halve finales
De wedstrijden werden gespeeld op 29 en 30 september. Op 16 oktober werd de voetbalbond van Kuweit (KFA) door de FIFA geschorst. Hierdoor konden Al-Kuwait SC en Al-Qadsia SC niet meer deelnemen aan de AFC Cup. De terugwedstrijden (oorspronkelijk gepland voor 20 en 21 oktober) kwamen hierdoor te vervallen; FC Istiklol en Johor Darul Ta'zim FC plaatsten zich automatisch voor de finale.
| Team 1       | Tot. | Team 2                | 1e wedstr. | 2e wedstr. |
| ------------ | ---- | --------------------- | ---------- | ---------- |
| Al-Qadsia SC | W/o  | Johor Darul Ta'zim FC | 3 - 1      | Afg.       |
| Al-Kuwait SC | W/o  | FC Istiklol           | 4 - 0      | Afg.       |

### Finale
De wedstrijd werd op 31 oktober gespeeld. Tegelijk met de loting voor de kwart- en halve finales was er bepaald wie er in de finale thuis mocht spelen. Uiteindelijk bleek Istiklol het thuisvoordeel te hebben. Het systeem dat de finale bij een van de twee finalisten wordt gespeeld, is sinds 2009 in gebruik. Van de zes finales die sindsdien gespeeld waren, wist het bezoekende team er vier te winnen (waaronder de laatste drie). Ook dit keer was het de uitploeg die aan het langste eind trok: Johor Darul Ta'zim uit Maleisië won met 0-1, dankzij een doelpunt van Leandro Velázquez. Het was de eerste keer dat een Maleise of Tadzjiekse ploeg in de finale van de AFC Cup stonden. Het was eveneens de eerste keer dat een ploeg uit Maleisië een AFC-toernooi wist te winnen.
|                                   |             |         |                       |                                                                                  |
| 31 oktober 2015 17:00 uur (UTC+5) | FC Istiklol | 0 – 1   | Johor Darul Ta'zim FC | Pamirstadion, Doesjanbe Toeschouwers: 18.000 Scheidsrechter: Minoru Tōjō (Japan) |
| 31 oktober 2015 17:00 uur (UTC+5) |             | Verslag | 23' Velázquez         | Pamirstadion, Doesjanbe Toeschouwers: 18.000 Scheidsrechter: Minoru Tōjō (Japan) |

| Winnaar AFC Cup 2015           |
| ------------------------------ |
| Johor Darul Ta'zim FC 1e titel |